# Якоб фон Мікулі
Я́коб Рі́ттер фон Міку́лі (нім. Jakob von Mikuli) — крайовий Президент Герцогства Буковина в 1860–1861 рр.

## Біографія
Народився майбутній бургомістр 24 липня 1815 року в с. Боссанче.
Був на посаді короткий термін, не мавши часу на втілення власних ідей. Згідно думки деяких дослідників був старостою в силу зміни до адміністративної моделі управління.
Помер Якоб фон Мікулі 1 листопада 1869 року в Чернівцях і був похований на християнському цвинтарі міста.

## Нагороди
- Орден Залізної Корони ІІІ класу[1].